# 大磯港インターチェンジ
大磯港インターチェンジ（おおいそこうインターチェンジ）は、神奈川県中郡大磯町大磯にある西湘バイパスのインターチェンジである。箱根口方面のみ出入り可能なハーフICである。

## 接続道路
- 大磯港臨港道路[1]
  - 大磯町道を介して国道1号、国道134号にも連絡
- 上り線のみ、当ICの200 mほど手前（西側）に国道1号と結ばれている出入口があり、案内標識は「大磯東」となっている（大磯東インターチェンジ#大磯東出入口参照）。

## 歴史
- 1987年（昭和62年）4月1日：供用開始。

## 周辺
- 大磯港
- 大磯町役場
- 大磯駅

## 隣
E84 西湘バイパス
大磯東IC - 大磯港IC - 大磯西IC